# Супутник життя
«Супутник життя» (англ. The Companion) — американський телевізійний фантастичний фільм 1994 року.

## Сюжет
Молода письменниця Джилліан Таннер вирішує усамітнитися в невеликому будиночку в гірській місцевості. У тиші і спокої вона хоче закінчити написання нового роману. За порадою своєї подруги Джилліан купує андроїда, щоб він допомагав їй по господарству. Андроїд, якого вона назвала Джефрі, все робить швидко і добре. Але він виглядає скутим, нудним і не дуже сексуальним. Тоді Джилліан вирішує його перепрограмувати, що призводить до непередбачуваних наслідків.

## У ролях
| Актор           | Роль            |
| --------------- | --------------- |
| Кетрін Гарольд  | Джилліан Таннер |
| Брюс Грінвуд    | Джеффрі         |
| Талія Болсам    | Шарлін          |
| Брайон Джеймс   | Рон Кокран      |
| Джоелі Фішер    | Стейсі          |
| Брайан Кренстон | Алан            |
| Джеймс Карен    | Пітер Франклін  |
| Бренда Лі       | Еллен           |
| Ерл Боен        | Марті Бейлін    |
| Джуліан Брамс   | технік          |
| Кортні Тейлор   | Шеллі           |
| Стейсі Буржуа   | продавчиня      |
| Трейсі Волтер   | Лео Міріта      |